# Cixiosoma bonaerense
Cixiosoma bonaerense är en insektsart som beskrevs av Berg 1883. Cixiosoma bonaerense ingår i släktet Cixiosoma och familjen kilstritar. Inga underarter finns listade i Catalogue of Life.